# Bell XP-52
Bell XP-52 byl projekt stíhacího letounu, vyvíjený firmou Bell Aircraft Corporation na základě specifikací USAAC z roku 1939, které požadovaly stavbu nekonvenčního stíhacího letounu. Letoun, označený firmou Bell jako Model 16, byl jednomotorový dvoutrupý středoplošník s trupovou gondolou a příďovým plně zatahovacím podvozkem. Pilot seděl v přídi, tlačný motor Continental XIV-1430-5, který byl za ním, poháněl dvě koaxiálně uspořádané (souosé) protiběžné vrtule. Z křídel vybíhala dvojice nosníků ocasních ploch, stroj tedy měl podobnou koncepci jako letoun Lockheed P-38 Lightning. Výzbroj se měla skládat ze dvou 20mm kanónů v přídi a šesti 12,7mm kulometů v nosnících ocasních ploch.
XP-52 byl jeden ze šesti projektů, vzešlých z celé soutěže, které byly jako nadějné vybrány pro další vývoj. Ještě byla zadána stavba prototypu, ale než práce na něm začaly, byl projekt XP-52 25. listopadu 1941 zastaven. Přednost byla dána velmi podobnému projektu XP-59 (nejedná se o Bell P-59 Airacomet, jehož jedna vývojová verze měla označení XP-59A).